# Hybomitra nodifera
Hybomitra nodifera är en tvåvingeart som beskrevs av Wang 1981. Hybomitra nodifera ingår i släktet Hybomitra och familjen bromsar. Inga underarter finns listade i Catalogue of Life.